# Escherichia
Escherichia Castellani & Chalmers, 1919 (AFI: /eʃʃeˈrikja/) è un genere di batteri Gram-negativi.
Il nome deriva dal suo scopritore, il tedesco-austriaco Theodor Escherich.

## Caratteristiche
Hanno la forma di bastoncelli con estremità rotondeggianti, sono asporigeni, raramente capsulati, mobili in presenza di ciglia peritriche. La temperatura di sopravvivenza va da 15 a 48 °C, sono aerobi ma possono anche essere anaerobi in caso di necessità. Sensibili alla tetraciclina e alla streptomicina.